# John Oates
John William Oates (Nova Iorque, 7 de abril de 1948) é um músico, compositor e produtor musical estadunidense. Ele se tornou conhecido mundialmente por ser parceiro de Daryl Hall na dupla de pop rock, soul music e R&B Hall & Oates.
Oates foi introduzido no Hall da Fama dos Compositores em 2004 e no Hall da Fama do Rock and Roll em 2014, como membro do Hall & Oates. Suas memórias, Change of Seasons, foram publicadas em 2017.

## Discografia
Álbuns solo
- 2002 - Phunk Shui
- 2003 - All Good People
- 2008 - 1000 Miles of Life
- 2011 - Mississippi Mile
- 2012 - The Bluesville Sessions